# Lamač
Lamač (allemand : Blumenau , hongrois : Lamacs) est un quartier de la ville de Bratislava.

## Histoire
Première mention écrite du quartier en 1540.

## Démographie

### Évolution de la population
| Année:               | 1994. | 2004.    | 2014.   | 2024.    |
| -------------------- | ----- | -------- | ------- | -------- |
| Nombre de personnes: | 7339  | 6410     | 6974    | 7878     |
| Différence:          |       | -12,65 % | +8,79 % | +12,96 % |

| Année:               | 2023. | 2024.   |
| -------------------- | ----- | ------- |
| Nombre de personnes: | 7827  | 7878    |
| Différence:          |       | +0,65 % |

## Politique
| Nom            | Parti politique  | date de l'élection | Fin du mandat |
| -------------- | ---------------- | ------------------ | ------------- |
| Oľga Keltošová | SDKÚ-DS,SMER,SNS | 02.12.2006         | Déc. 2010     |